# Juniperus procera
Juniperus procera är en cypressväxtart som beskrevs av Ferdinand von Hochstetter och Stephan Ladislaus Endlicher. Juniperus procera ingår i släktet enar, och familjen cypressväxter. IUCN kategoriserar arten globalt som nära hotad. Inga underarter finns listade i Catalogue of Life.

## Bildgalleri

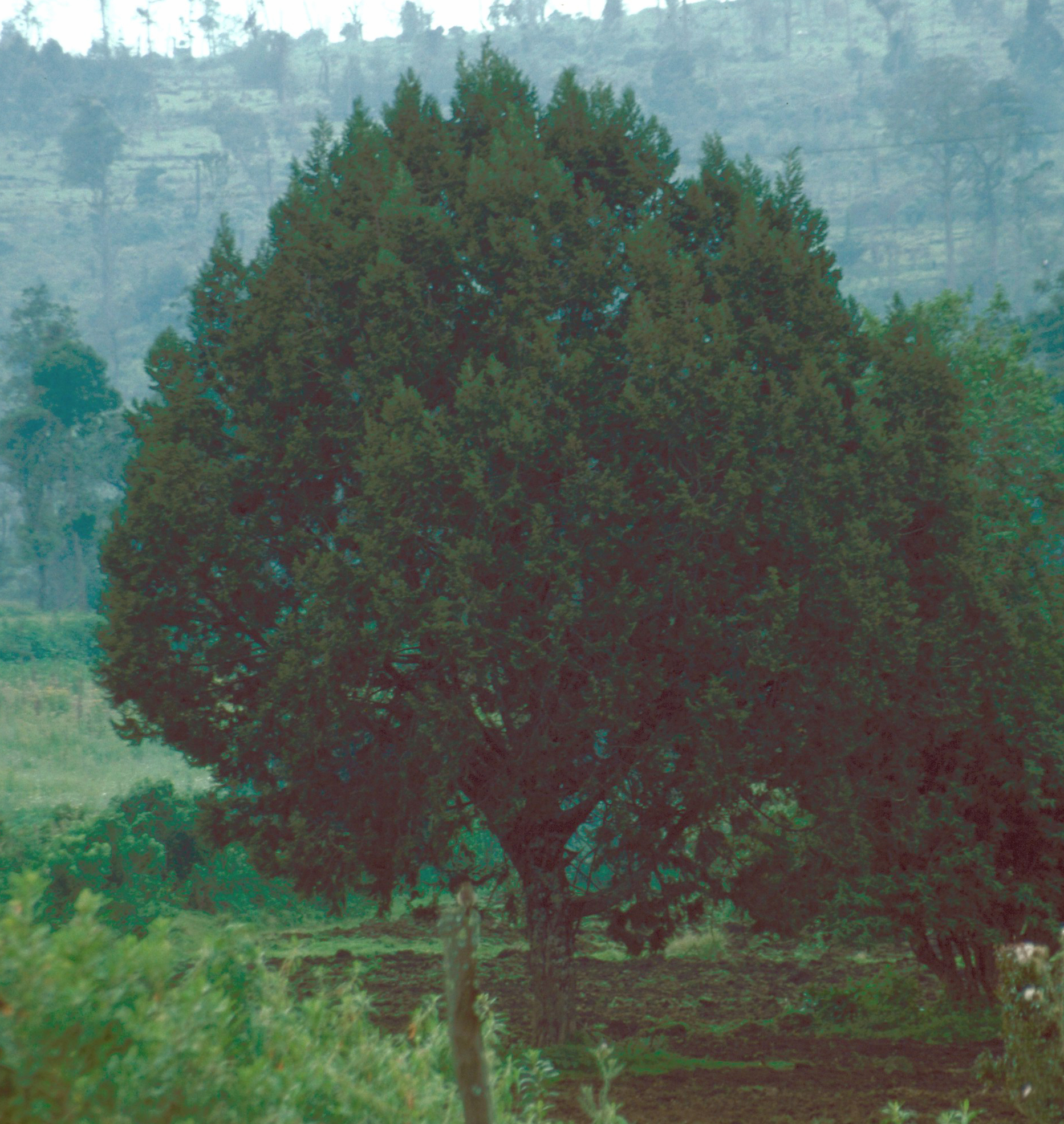
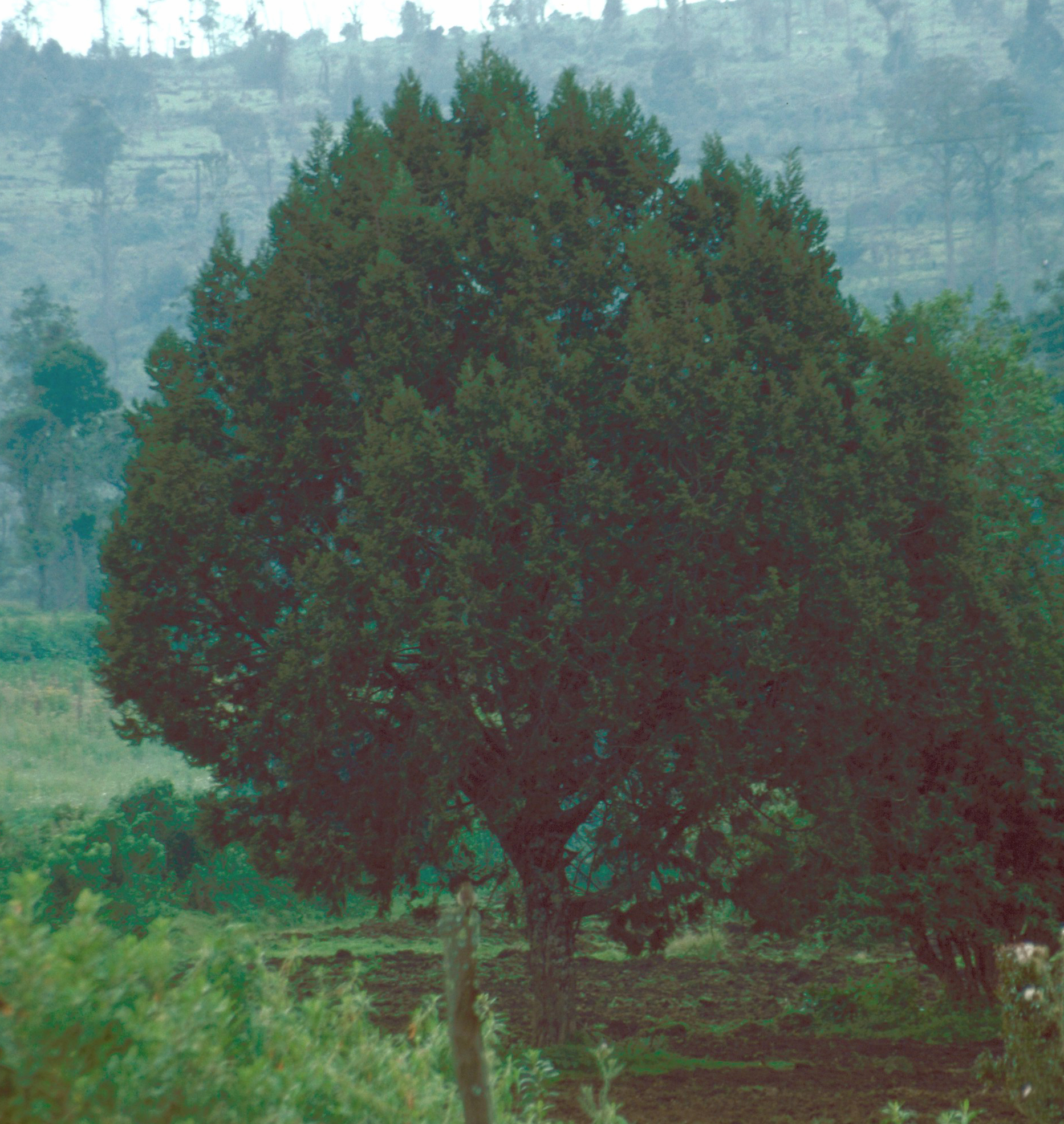
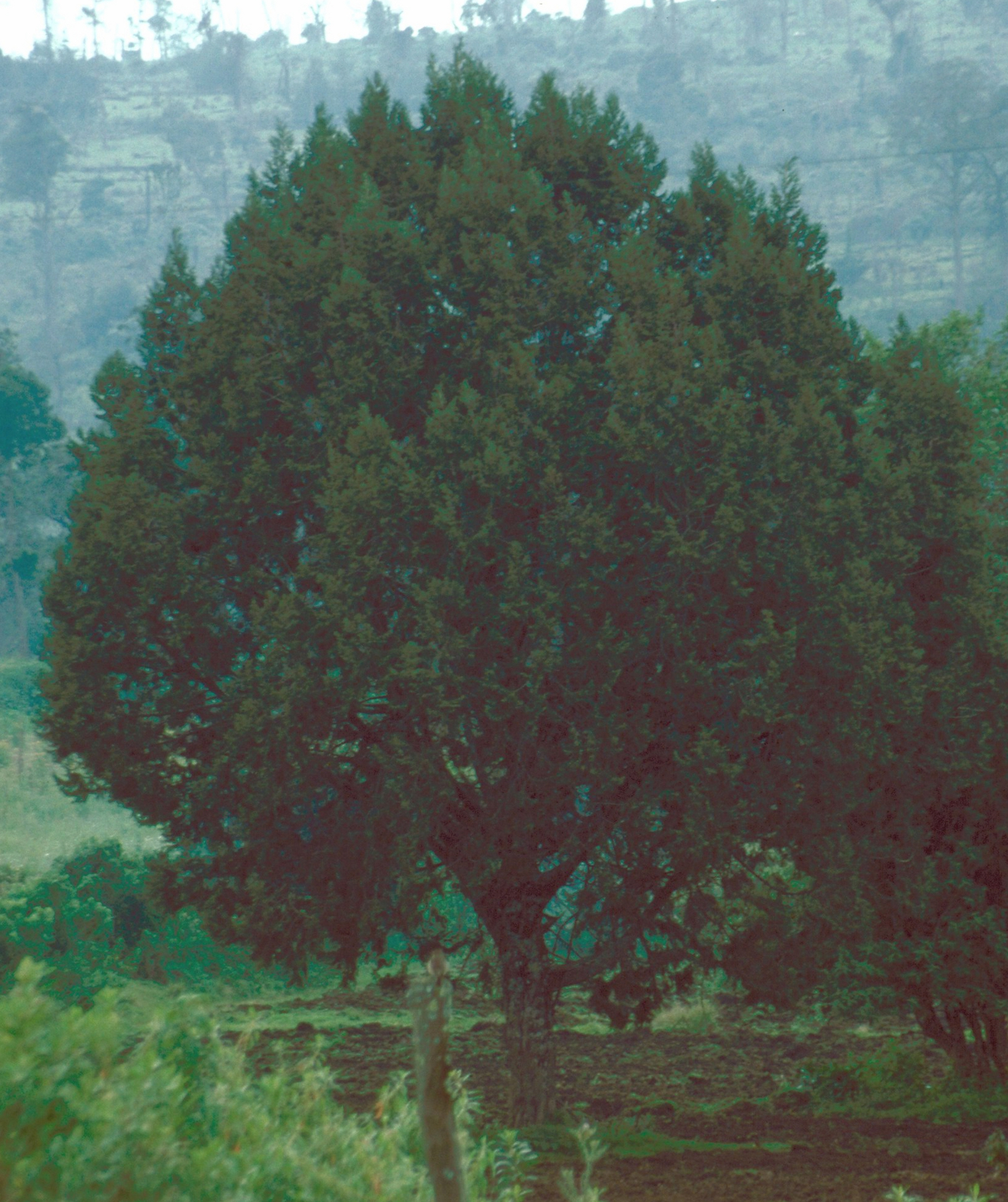
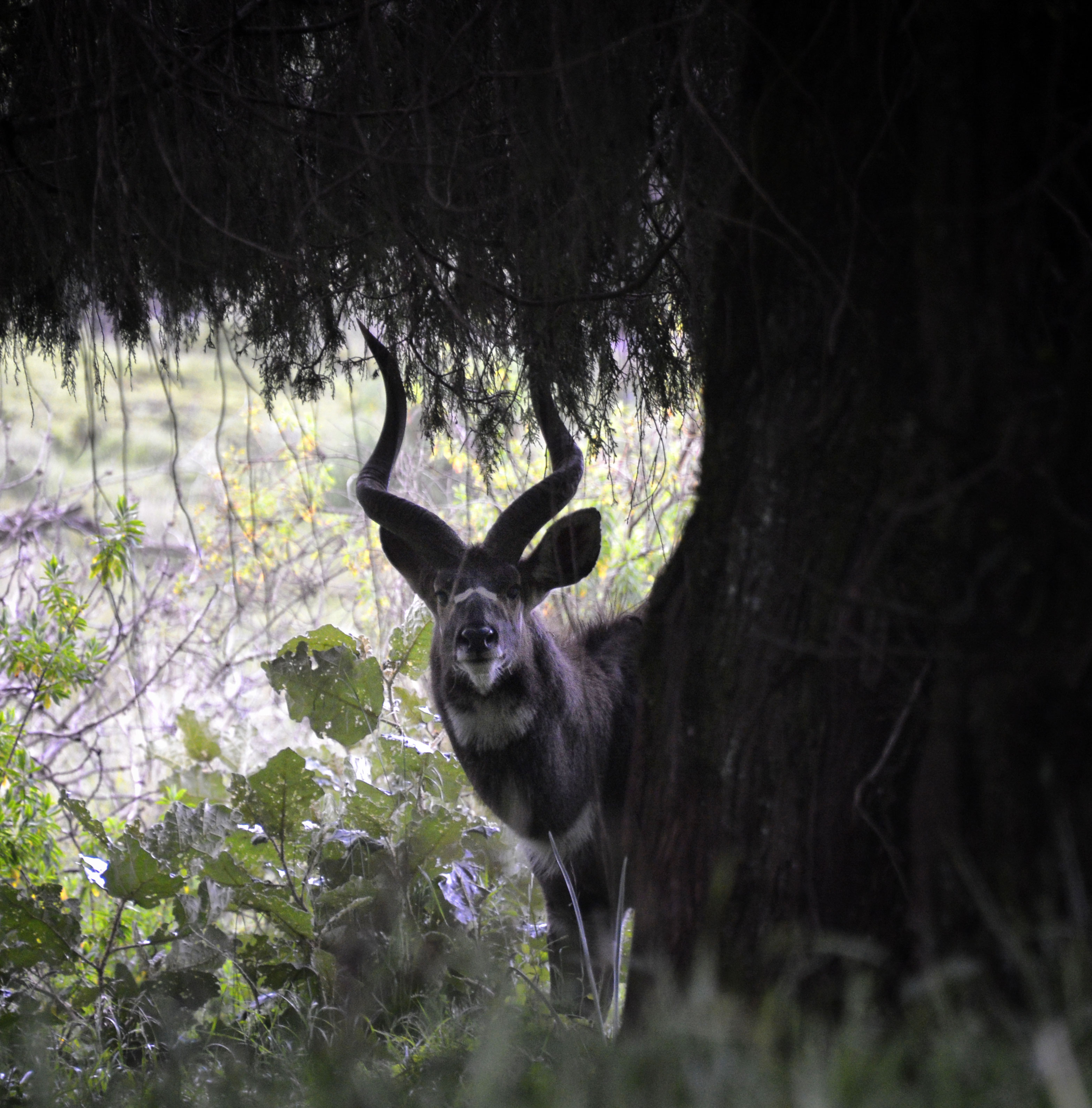